# Mesoplodon densirostris
El zifio de Blainville (Mesoplodon densirostris), mal llamada ballena de pico de Blainville, es una especie de cetáceo odontoceto de la familia Ziphidae. Es la  especie de zifio con el mayor territorio y más estudiada del género Mesoplodon. Su nombre, "densirostris", significa "rostro denso".

## Descripción
Su cuerpo es robusto, pero menos ancho que el de otras ballenas del género. La cabeza es plana frontalmente, y su mandíbula inferior está arqueada, formando un pico moderadamente largo. Los machos adultos son reconocibles fácilmente, pues poseen dos dientes que les sobresalen de la boca, y que a veces están infestados con crustáceos cirrípedos. 
Una de sus características más notorias son los huesos extremadamente densos de su rostro, que probablemente sirven de protección contra los ataques de otros individuos de la especie. 
Son de color gris azulado, y gris claro en la zona trasera. Su cabeza es algo marrón. El macho mide al menos 4,4 m, y pesa unos 800 kg, mientras que la hembra mide al menos 4,6 m y pesa unos 1000 kg. Al nacer, la cría tiene una longitud de unos 190 cm y un peso de unos 60 kg. Es habitual observar en los ejemplares de este zifio mordeduras circulares del tiburón Isistius brasiliensis (Dalatiidae).

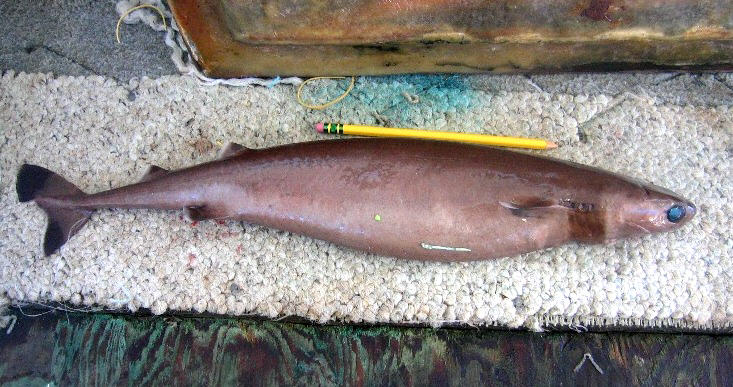
Isistius brasiliensis
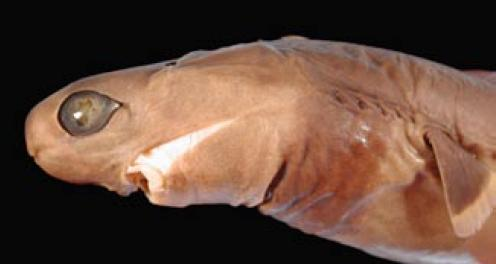
Cabeza de I. brasiliensis mostrando la posición de la boca.
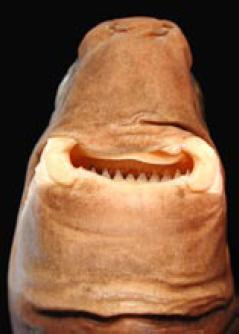
Boca de I. brasiliensis
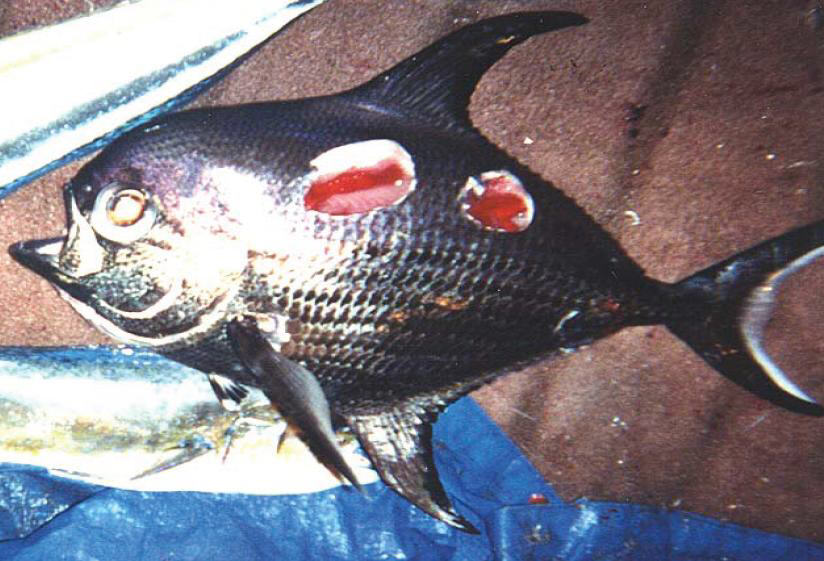
Japuta mostrando mordeduras de I. brasiliensis.

## Distribución
La especie prefiere las aguas cálidas del trópico, siendo lo más común observarlas en las aguas de Hawaii, las Bahamas y las Islas de la Sociedad, pero se las ha observado también en latitudes altas, como en Islandia, las islas británicas, Japón, y hacia el sur en Sudáfrica, Chile central, Tasmania y Nueva Zelanda; se observan con frecuencia en la isla del Hierro (islas Canarias, España). La especie, sin embargo, no es migratoria. No existen datos sobre la población de la especie, o su estado de conservación.

## Comportamiento
Viven en grupos, de 3 a 7 individuos. Sus inmersiones han sido cronometradas en hasta 22 minutos, y hasta profundidades de 900 m. Cuando emergen, lo hacen lentamente. Probablemente se alimentan de calamares y peces.

## Conservación
La especie ha sido ocasionalmente cazada, pero nunca fue un blanco principal. Las redes de pesca de profundidad son probablemente su amenaza principal. Existe evidencia que pueden ser víctimas de traumas auditivos debidos a actividades militares.